# Overlook Film Festival
El Overlook Film Festival (Festival de Cine de Overlook) es un festival de cine anual que se lleva a cabo cada mes de mayo y presenta películas de terror y presentaciones en vivo. 
El evento inaugural tuvo lugar en Timberline Lodge en Mount Hood en Oregón, en 2017. 
Desde 2018, el festival se lleva a cabo en Nueva Orleans, Luisiana.